# Рубикус
Rubikus.helpUA — международный волонтерский проект, занимающийся эвакуацией украинских беженцев из Украины (в том числе оккупированных территорий) в страны ЕС. Проект начал свою работу с первого дня вторжения России на Украину на базе немецкой некоммерческой организации «Rubikus e.V.», специализирующейся на образовательных проектах.
Волонтёры Rubikus.helpUA помогают украинкам и украинцам выехать в Европу для получения временной защиты через границу Украины с Польшей, а тем, кто оказался в оккупации ― добраться до границы с РФ, а далее вернуться в Украину или выехать в Европу. Также Rubikus.helpUA помогает украинцам, вывезенным или выехавшим в Россию: волонтеры координируют маршрут по Европе, предоставляют временное жилье в пути, оказывают всестороннюю информационную поддержку и организовывают помощь на местах для пожилых и маломобильных. Волонтеры помогают в том числе людям с инвалидностью и тяжелыми заболеваниями, которым требуется медицинская эвакуация с помощью специального транспорта.
Руководят проектом Светлана Водолазская и Рита Винокур. Среди волонтеров проекта множество профессионалов в области бизнеса, информационных технологий и науки, среди них профессор математики университета Стони-Брук Александр Кириллов, сын российского математика Александра Кириллова.